# Wolfgang Forster
Wolfgang Forster (* 11. November 1966 in Ingolstadt) ist ein deutscher Jurist und Hochschullehrer an der Eberhard-Karls-Universität Tübingen.

## Leben
Forster studierte ab 1987 Philosophie und Rechtswissenschaften an der Universität München. Dort legte er 1992 sein Erstes Juristisches Staatsexamen ab, 1995 folgte nach dem Referendariat das zweite. Ab 1995 arbeitete er als wissenschaftlicher Assistent an der KU Eichstätt/Ingolstadt, 2000 wechselte er an die Universität Erlangen-Nürnberg und 2003 schließlich an die Universität München, wo er bis 2007 beschäftigt blieb. Im Jahr 2000 schloss Forster an der Universität München bei Peter Landau seine Promotion zum Dr. iur. ab. Diese Arbeit wurde mit dem Max-Weber-Preis der Bayerischen Akademie der Wissenschaften sowie dem Fakultätspreis der juristischen Fakultät der Universität München ausgezeichnet. 2005 habilitierte Forster sich in München bei Landaus Nachfolger Harald Siems. Diese Arbeit wurde 2010 mit dem Hermann-Conring-Preis ausgezeichnet.
Von 2007 bis 2011 war Forster in Nachfolge von Jan Schapp Professor an der Universität Gießen, 2010 war er Visiting Professor an der Law School der University of Wisconsin. Seit 2011 hat Forster den Lehrstuhl für Bürgerliches Recht, Vergleichende Rechtsgeschichte und Rechtsphilosophie an der Universität Tübingen inne.
Seine Forschungsschwerpunkte liegen neben dem Bürgerlichen Recht vor allem in der deutschen und spanischen Rechtsgeschichte und der Rechtsphilosophie.

## Veröffentlichungen (Auswahl)
- Karl Christian Friedrich Krauses frühe Rechtsphilosophie und ihr geistesgeschichtlicher Hintergrund. Ebelsbach 2000, ISBN 3-932653-05-X (Dissertation).
- Konkurs als Verfahren. Francisco Salgado de Somoza in der Geschichte des Insolvenzrechts. Böhlau, Köln 2009, ISBN 978-3-412-20187-6 (Habilitationsschrift).